# ديك شون
ديك شون (بالإنجليزية: Dick Shawn)‏ (و. 1923 – 1987 م) هو ممثل مسرحي، وممثل أفلام، وكاتب سيناريو أمريكي، ولد في بوفالو، نيويورك، توفي في سان دييغو، عن عمر يناهز 64 عاماً، بسبب نوبة قلبية.

## وصلات خارجية
- ديك شون على موقع IMDb (الإنجليزية)
- ديك شون على موقع ألو سيني (الفرنسية)
- ديك شون على موقع أول موفي (الإنجليزية)
- ديك شون على موقع قاعدة بيانات برودواي على الإنترنت (الإنجليزية)
- ديك شون على موقع قاعدة بيانات برودواي على الإنترنت (الإنجليزية)
- ديك شون على موقع قاعدة بيانات الأفلام السويدية (السويدية)
- ديك شون على موقع إن إن دي بي (الإنجليزية)
- ديك شون على موقع ديسكوغز (الإنجليزية)
- ديك شون على موقع قاعدة بيانات الفيلم (الإنجليزية)
- ديك شون على موقع كينوبويسك (الروسية)